# Gino Cassinis
Gino Cassinis (Milano, 27 gennaio 1885 – Roma, 13 gennaio 1964) è stato un ingegnere, topografo e politico italiano.

## Biografia
Gino Cassinis studiò a Roma. Nel 1907 si laureò in Ingegneria e lavorò come assistente di Vincenzo Reina (1862-1919). Fino al 1924 insegnò alla Scuola d'Ingegneria di Roma, poi (1924-1932) insegnò Topografia a Pisa. Scoprì la formula per la "gravità normale" che fu adottata internazionalmente nel 1930. Diede anche un importante contributo allo sviluppo della fotogrammetria in Italia.
Nel 1932 si trasferì a Milano dove insegnò al Politecnico, vi divenne Preside della Facoltà d'Ingegneria dal 1937 al 1944, e poi vi fu Rettore fino al 1960, anno del suo pensionamento.
È stato Sindaco di Milano - tra i suoi assessori ci fu anche un giovanissimo Bettino Craxi - e Presidente dell'Accademia dei Lincei dal 1961 al 1964, anno della sua morte. Inoltre è stato anche Presidente della Società Internazionale di Fotogrammetria (1934-1938), Presidente della Commissione Geodetica Italiana (1940-1964), Vicepresidente dell'Associazione Geodetica Internazionale (1951-1957). Ha rappresentato l'Italia nel Comitato Internazionale di pesi e misure dal 1946 al 1963, succedendo a Vito Volterra.
Nel 1960 Gino Cassinis, insieme ad altri membri della comunità industriale e finanziaria milanese, fonda l'Associazione per il Progresso Economico, menzionata anche da Guido Piovene nella sua indagine Viaggio in Italia.
Il Politecnico di Milano gli ha intitolato un edificio (Edificio 3) nella sede di Città Studi, mentre la città di Milano gli ha dedicato l'omonimo parco presso la stazione ferroviaria di Rogoredo.
Nella sua città natale è anche intitolata al suo nome la scuola secondaria di primo grado dell'Istituto Comprensivo Locchi, a Niguarda, riedificata nel 2018. Sempre a Milano, gli era stato intitolato un ITCG poi confluito nell'istituto superiore Cardano, a Lampugnano,